# Mars 2009
| Mars 2009 |
| Månader under 2009: Januari · Februari · Mars · April · Maj · Juni · Juli · Augusti · September · Oktober · November · December ← December 2008 · Januari 2010 → |

## Händelser
- 2 mars - Guinea-Bissaus president João Bernardo Vieira dödas i ett attentat.
- 4 mars - Internationella brottmålsdomstolen begär häktning av Sudans president Omar Hassan al-Bashir, för krigsförbrytelser och brott mot mänskligheten i samband med Darfurkonflikten.
- 7 mars - USA skjuter ut Keplerteleskopet i rymden för att söka efter planeter som liknar Jorden.
- 11 mars  - Skolmassakern i Winnenden i Tyskland äger rum. Totalt 16 personer dödades.[1]
- 30 mars - Peru inför en lag som förklarar att den arbetsgivare som kräver att deras husligt anställda går iklädda särskiljande arbetskläder-uniform på allmänna platser kan åtalas för diskriminering. Dock förklaras inte vilken påföljd det kan leda till [2].

### Fotnoter
1. ↑  Anders Hellberg (11 mars 2009). ”16 dödade i skolmassaker i Tyskland”. Dagens nyhetr. http://www.dn.se/nyheter/varlden/16-dodade-i-skolmassaker-i-tyskland/. Läst 11 september 2016.
2. ↑  ”Living in Peru”. 30 mars 2009. http://www.livinginperu.com/news/8597. Läst 19 mars 2011.